# Zé Povinho

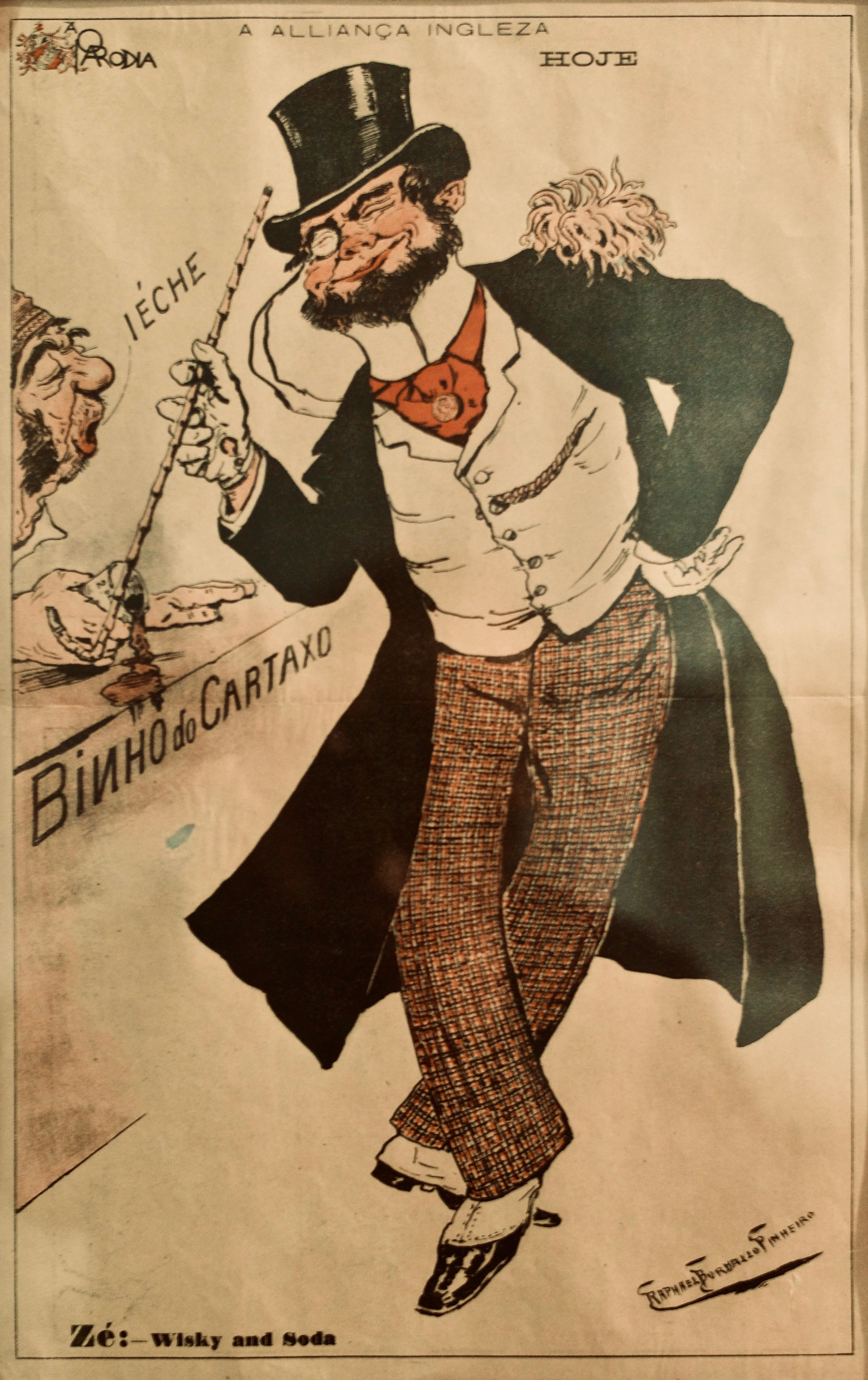
Caricatura de Zé Povinho.

Zé Povinho es un personaje de crítica social creado por el portugués Rafael Bordalo Pinheiro. Apareció por primera vez en la publicación A Lanterna Mágica el 12 de junio de 1875.

## Caracterización
Se considera una caracterización extrema del pueblo portugués en eterno enfado ante el abandono y el olvido de la clase política, pero haciendo poco o nada para cambiar la situación. La traducción literal de Zé Povinho al español sería "Pepe Pueblito", equivalente al "Juan Pueblo" como personaje prototipo de la clase popular.